# Airbus Helicopters H160
Der Airbus Helicopters H160 ist ein Mehrzweckhubschrauber von Airbus Helicopters. Die Maschine absolvierte ihren Erstflug im Juni 2015. Sie wurde als leicht vergrößertes Nachfolgemodell der Airbus Helicopters H155 positioniert. Die ersten Kunden erhielten ihre Maschinen im Dezember 2021. Eine militärische Version, die Airbus Helicopters H160M Guépard wird für die französischen Streitkräfte entwickelt.

## Geschichte
Die Entwicklung der H160 wurde unter der Bezeichnung X4 begonnen. Ursprünglich waren für die H160 zwei unterschiedliche Varianten geplant. Zunächst sollte eine Version mit einem Cockpit gemäß dem Stand der Technik auf den Markt kommen, wenige Jahre später gefolgt von einer weiteren mit visionärem Cockpit. Dieser Plan wurde später jedoch verworfen. Inzwischen ist nur noch eine Variante mit der unternehmenseigenen Helionix Avioniksuite geplant. Die elektrischen Systeme des Hubschraubers wurden zum ersten Mal im Dezember 2014 in Betrieb genommen. Zunächst wurden Triebwerke von Pratt & Whitney Canada in Erwägung gezogen, jedoch legte man sich schließlich auf ein Modell aus dem Hause Safran fest.
Im März 2015 wurde das neue Modell schließlich auf der HAI Heli-Expo in Orlando der Öffentlichkeit vorgestellt. Das Außendesign erfolgte durch das Peugeot Design Lab. Der Erstflug erfolgte am 12. Juni 2015 am Unternehmensstandort Marignane. Am 27. Januar 2016 startete der zweite von drei geplanten Prototypen. Der Hubschrauber mit dem Kennzeichen F-WWPL ist mit den für die Serie vorgesehenen Safran-Arrano-Triebwerken ausgestattet. Bei Tests Anfang des Jahres 2016 erreichte die H160 eine Höchstgeschwindigkeit von 337 km/h. Entwicklungsvorgabe war eine Geschwindigkeit von 315 km/h.
Im März 2017 kündigte der französische Verteidigungsminister Jean-Yves Le Drian an, dass Frankreich 160 bis 190 militarisierte H160 ab dem Jahr 2024 als Ersatz für eine Reihe leichter Hubschraubertypen der französischen Streitkräfte im Rahmen des Hélicoptère Interarmées Léger (HIL) Programmes anschaffen werde.
Im Oktober 2017 erfolgte der Erstflug des dritten Prototyps PT3 mit seriennaher Kabinenausstattung, der ab 2018 für Vorführflüge genutzt werden sollte. Im Dezember 2018 erfolgte der Erstflug der ersten Serienmaschine. Nach mehr als 1500 Flugstunden erhielt gegen Mitte 2020 dieser Hubschrauber von der Europäische Agentur für Flugsicherheit (EASA) die Typzulassung. Die Auslieferung der ersten Maschine an die japanische All Nippon Helicopter (ANH) erfolgte im Dezember 2021. Am 7. April 2023 wurde bekannt, dass die chinesische GDAT 50 H160 kauft,  dies ist der bislang größte Einzelauftrag für die H160. Die Hubschrauber sollen vor allem im Energiesektor gebraucht werden. Im Sommer 2023 erhielt der Hubschrauber auch von der Federal Aviation Administration (FAA) die Typzulassung. Bis zu dem Zeitpunkt lagen bereits mehr als 100 Bestellungen weltweit vor und die bereits ausgelieferten H160 hatten zusammen mehr als 1700 Flugstunden absolviert.

## Technik

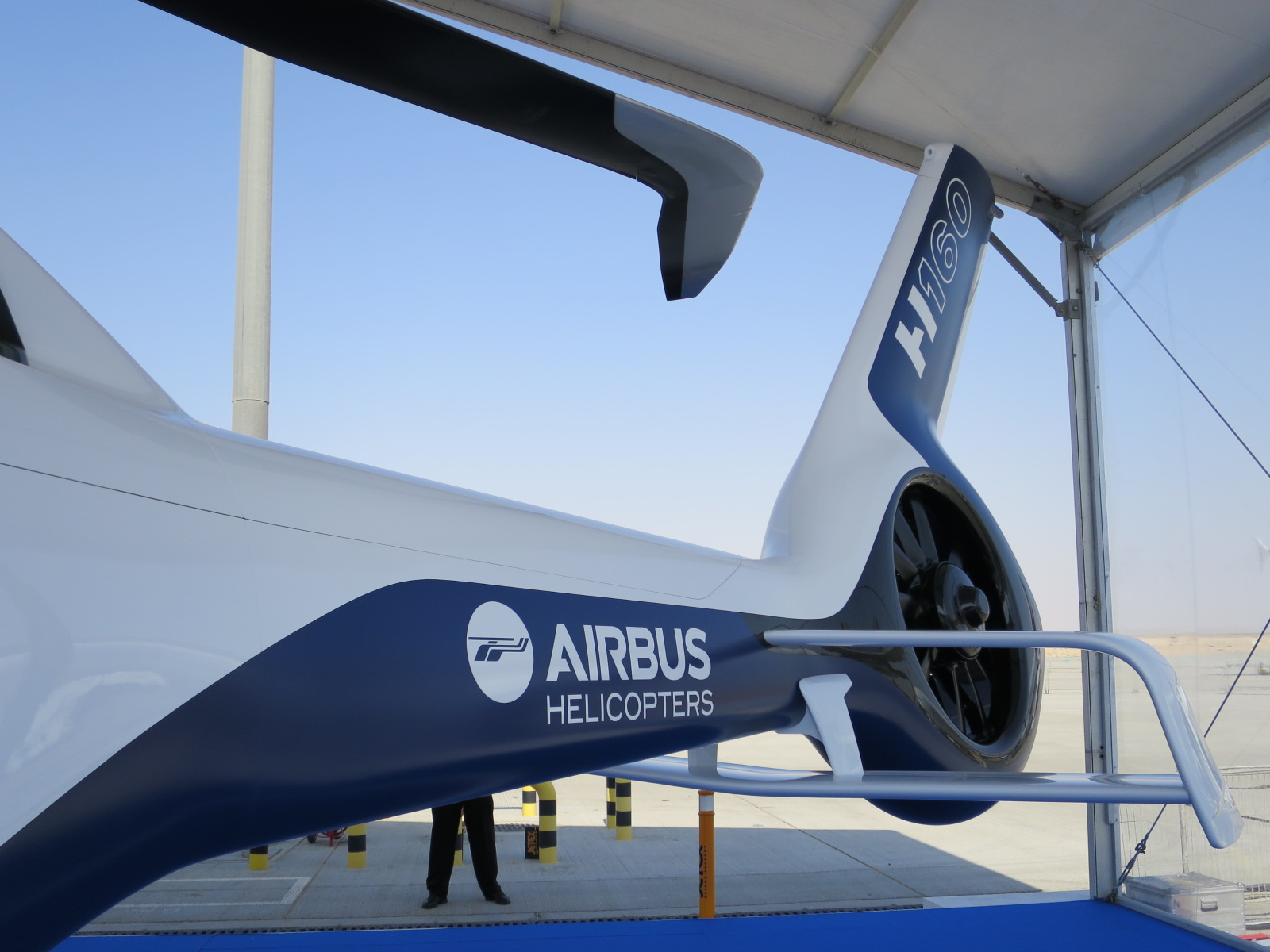
Fenestron, Biplane und Blattspitze des Blue Edge Hauptrotors

Die H160 ist als Nachfolger der H155 (EC155), zwischen der H145 (EC145) und der H175 (EC175) des Herstellers positioniert. Sie wird von zwei Wellenturbinen Arrano 1A von Safran Helicopter Engines angetrieben, die je 738 kW liefern. Der Fünfblattrotor ist mit neuartigen, mehrfach geknickten Rotorblättern (Blue Edge) ausgestattet, die die Lärmentwicklung im Vorwärtsflug reduzieren sollen. Zusätzlich ist der Fenestron um 12° geneigt, was zu einer Reduktion des Leistungsbedarfs im Schwebeflug führen soll. Ungewöhnlich an dem Entwurf ist insbesondere das Höhenleitwerk namens Biplane, das aus zwei übereinander angeordneten Flächen besteht.
Der H160 ist weltweit der erste zivile Hubschrauber, der komplett aus Verbundwerkstoffen (englisch composites) gefertigt wird.

## Militärische Version H160M
Eine militärische Version Airbus Helicopters H160M Guépard ist für die französischen Streitkräfte in Entwicklung. Eine erste Serie soll 30 Stück umfassen, wovon 21 an das Heer, acht an die Marine und einer an die Luftwaffe geht. Total ist der Kauf von 169 Stück vorgesehen, die ab 2027 zuerst für das Heer zulaufen werden. Das Heer soll total 80, die Marine 49 und die Luftwaffe 40 Maschinen bekommen. Beim französischen Heer ersetzt die H160M die Aérospatiale SA 341/342 im Bereich Aufklärung, Feuerunterstützung, Infiltration und Evakuierung, bei der Marine Nationale werden gleich mehrere Typen und Versionen des Eurocopter Dauphin und der Aérospatiale SA-319 für Rettungs-, Schiffsabwehr-, Seestreitkräfte- und Aufklärungsmissionen ersetzt und schließlich bei der Luftwaffe, wo die H160M den Eurocopter AS 555 ersetzt und eingesetzt wird zum Luftraumschutz, bei Rettungseinsätzen, sowie Aufklärungsmissionen und dem Vordringen in der Tiefe.
Übergangsweise bestellten die Marineflieger 2020 bereits vier H160 der zivilen Baureihe für Rettungseinsätze.

## Technische Daten
| Kenngröße                     | Daten                                               |
| ----------------------------- | --------------------------------------------------- |
| Besatzung                     | 1–2                                                 |
| Passagiere                    | 12                                                  |
| Nutzlast                      | 2065 kg                                             |
| max. Außenlast                | 1600 kg                                             |
| Leermasse                     | 4240 kg                                             |
| max. Startmasse               | 6050 kg                                             |
| Reisegeschwindigkeit          | 160 kn (296 km/h)                                   |
| Höchstgeschwindigkeit         | 182 kn (337 km/h)                                   |
| max. Reichweite               | 450 NM (833 km)                                     |
| Einsatzradius (12 Passagiere) | 120 NM (222 km)                                     |
| Triebwerk                     | 2 × Safran Arrano 1A                                |
| Wellenleistung                | je 738 kW (dauerhaft) / 933 kW (max. Startleistung) |

Quellen